# District de Laupen
Entités suivantes :
- Arrondissement administratif de Berne-Mittelland

Le district de Laupen est l'un des 26 districts du canton de Berne en Suisse alémanique. Il coexiste aujourd'hui avec l'arrondissement administratif de Berne-Mittelland.
La commune de Laupen est le chef-lieu du district. Sa superficie est de 88 km² et il regroupe onze communes :
- CH-1595 Clavaleyres — enclavée dans le canton de Fribourg
- CH-1797 Villars-les-Moines (Münchenwiler) — enclavée dans le canton de Fribourg
- CH-3176 Neuenegg
- CH-3177 Laupen
- CH-3179 Kriechenwil
- CH-3202 Frauenkappelen
- CH-3203 Mühleberg
- CH-3206 Ferenbalm
- CH-3207 Golaten
- CH-3207 Wileroltigen
- CH-3208 Gurbrü

## Histoire
Le 1er janvier 2010,  date à laquelle les districts du canton de Berne perdent la direction administrative octroyée aux nouveaux arrondissements administratifs, marque le début de la coexistence entre districts et Arrondissement administratifs.